# Lagoa Santa (Goiás)
Lagoa Santa é um município brasileiro do estado de Goiás. Sua população estimada em 2014 era de 1 406 habitantes. Com uma densidade demográfica de 3,06 habitantes/quilômetro quadrado. Tem uma área de 458,868 km².Sua atividade principal é o turismo, sendo seu principal atrativo uma lagoa natural de águas termais com temperatura de 29º a 33 °C.

## História
Desmembrada de Itajá, Lagoa Santa foi elevada à categoria de município em 1998.

## Economia
A cidade de Lagoa Santa se destaca pelo turismo e setor terciário da economia. Seus principais pontos turísticos são a lagoa que dá o seu nome e o clube.